# 勝馬投票券
勝馬投票券（かちうまとうひょうけん）とは、日本の競馬において、着順結果によって配当を行う投票券の一種である。通称馬券（ばけん）。

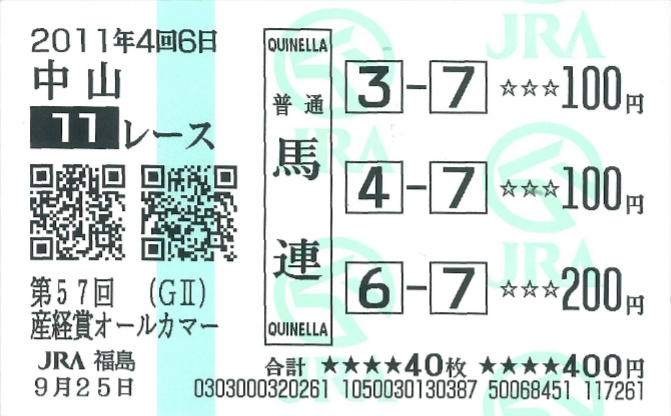
JRAの馬連馬券

## 概要
基本的な性質については投票券を参照。勝馬投票券（以下「馬券」）は競馬法の規定に基き、日本中央競馬会または、地方公共団体によって発売される。馬券の種類、発売方法については他の公営競技とほぼ同等だが、控除率についてはやや異なる。

### 名称
勝馬投票券という言葉が生まれたのは1913年である。
居留地競馬時代には方式により「ガラ」「アナ」などと呼ばれていた。
1888年から横浜競馬場で馬券が発売され始めた当初は「馬賭」や「賭札」と呼ばれていた。1906年の馬券黙許で「馬券」という言葉が公式に用いられる。1908年に馬券発売が禁止され日本の競馬は補助金競馬時代に移り馬券を売れない競馬場はどこも閑古鳥が鳴く。そのなかで、1913年、宮崎競馬場で勝馬投票券の試みを行う。翌1914年以降は目黒競馬場など各地の競馬場でも勝馬投票券を取り入れる。このときの勝馬投票券は馬券のようなものだが、禁止されている馬券（賭博）と見なされないように現金で払い戻さず、当たった勝馬投票券はデパート商品券など商品券で払い戻し。販売は入場券についた投票券（1円の1等入場券には投票券2枚、50銭の2等入場券には1枚）で投票し商品券の額も払い戻し枚数も制限があり、当たり投票が多いと抽選になる。1923年、競馬法（旧競馬法）が成立し現金で払い戻すことが出来るようになったが、正式名称は勝馬投票券のままとなった。したがって、明治期には勝馬投票券という言葉自体が無く正式名称が「馬券」であった。また通称として「あな札」「賭け札」などと呼ばれていた。
現代では正式名称が「勝馬投票券」、通称が「馬券」であるが、公文書でも「馬券」が使われている。

## 馬券の一覧

### 現在発売されている馬券
| 通称                      | 取り扱い | 取り扱い | 導入年 | 導入年 | 正式名称               | 英語名           | 説明                                                |
| 通称                      | 中央     | 地方     | 中央   | 地方   | 正式名称               | 英語名           | 説明                                                |
| ------------------------- | -------- | -------- | ------ | ------ | ---------------------- | ---------------- | --------------------------------------------------- |
| 単勝                      | ◯        | ◯        | 1936年 | 1866年 | 単勝式                 | WIN              | 1着で入線する馬を当てる。                           |
| 複勝                      | ◯        | ◯        | 1936年 | 1931年 | 複勝式                 | PLACE SHOW       | 3着以上（7頭以下では2着以上）で入線する馬を当てる。 |
| 応援馬券                  | ◯        | ×        | 2006年 | 未導入 |                        | WIN + PLACE SHOW | 単勝と複勝のセット。                                |
| 枠連（中央） 枠複（地方） | ◯        | ◯        | 1963年 | 1963年 | 枠番号二連勝複式       | BRACKET QUINELLA | 1着と2着に入線する馬2頭の枠番を当てる。             |
| 枠単                      | ×        | ◯        | 廃止   | 1947年 | 枠番号二連勝単式       | BRACKET EXACTA   | 1着と2着に入線する馬2頭の枠番を入線順で当てる。     |
| 馬連（中央） 馬複（地方） | ◯        | ◯        | 1991年 | 1995年 | 普通馬番号二連勝複式   | QUINELLA         | 1着・2着に入線する馬2頭を当てる。                   |
| 馬単                      | ◯        | ◯        | 2002年 | 1996年 | 馬番号二連勝単式       | EXACTA           | 1着・2着に入線する馬2頭を入線順で当てる。           |
| ワイド                    | ◯        | ◯        | 1999年 | 1999年 | 拡大馬番号二連勝複式   | QUINELLA PLACE   | 3着以上で入線する馬2頭を当てる。                    |
| 3連複                     | ◯        | ◯        | 2002年 | 2002年 | 馬番号三連勝複式       | TRIO             | 1着・2着・3着に入線する馬3頭を当てる。              |
| 3連単                     | ◯        | ◯        | 2004年 | 2002年 | 馬番号三連勝単式       | TRIFECTA         | 1着・2着・3着に入線する馬3頭を入線順で当てる。      |
| WIN5                      | ◯        | ×        | 2011年 | 未導入 | 5重勝単勝式            |                  | 指定された5レースの単勝を全て当てる。               |
| 5重勝単勝式               | ×        | ◯        | 未導入 | 2010年 | 5重勝単勝式            |                  | 指定された5レースの単勝を全て当てる。               |
| 7重勝単勝式               | ×        | ◯        | 未導入 | 2012年 | 7重勝単勝式            |                  | 指定された7レースの単勝を全て当てる。               |
| トリプル馬単              | ×        | ◯        | 未導入 | 2014年 | 三重勝馬番号二連勝単式 |                  | 指定された3レースの馬単を全て当てる。               |

なお、枠連の導入当初は、枠連を「連複式」と呼称するケースが多々あった。これは、枠連の導入時は馬連（馬複）が存在しなかったため、連勝複式に該当する馬券が枠連のみであったことによる。

### 廃止された馬券
| 通称   | 導入年 | 廃止年 | 正式名称       | 英語名 | 取り扱い | 取り扱い | 説明                                  |
| 通称   | 導入年 | 廃止年 | 正式名称       | 英語名 | 中央     | 地方     | 説明                                  |
| ------ | ------ | ------ | -------------- | ------ | -------- | -------- | ------------------------------------- |
| 三重勝 | 1951年 | 1961年 | 三重勝単式馬券 |        | ◯        | ◯        | 指定された3レースの単勝を全て当てる。 |

## 歴史

### 居留地競馬〜競馬法施行前
日本中央競馬会『日本競馬史』などで公式には日本で最初に馬券が発売された年は日本レース倶楽部が横浜競馬場において発売した1888年とされているが、それ以前の競馬では賭けが行われていなかったということではない。1871年の時点でロッタリー（ガラ馬券）の弊害が問題とされている。
幕末から明治初期にかけて治外法権の居留外国人によって横浜競馬場で交わされた賭事方式は、はっきりとは分かっていないが、オークション方式、あるいはスイープステークスで行われたとされる。現在のパリミュチュエル方式の馬券は1882年に初めて発売されたが失敗して一時中止され、その後1888年に1枚1ドルで馬券を発売して成功を収めて定着した。その後しばらくの間スイープステークス（あるいはロッタリー。通称「ガラ馬券」「ガラ」）とパリミュチュエル馬券（通称「アナ馬券」「アナ」）が並行して売られることになった。
1905年12月に馬匹改良を名目に馬券発売黙許の措置が講じられ、以後は各地で馬券発売が行われることになる。その際、既得権によって横浜競馬を主催していた日本レース・クラブも社団法人日本レース倶楽部として日本の法律の下におかれ、スイープステークスによる販売は停止された。馬券黙許時代は2〜5円のパリミュチュエル単勝式のみ発売され、ブックメーカー方式による馬券は発売されていない。
競馬熱高まりによる競馬場の乱立、賭けにより身持ちを崩す者の増加、騒擾事件が頻発するなど社会問題化したことで新聞各社が一斉に馬券発売を非難する論陣を張ると、貴族院においても刑法に基いて馬券発売を禁止すべきという主張が出始め、結局1908年10月に政府は閣令によって馬券発売禁止の措置をとった。
この馬券禁止時代は競馬法が施行される1923年まで続いたが、当然のことながら入場者数が激減し、国からの補助金はあったものの、各倶楽部の経営は悪化していった。競馬界では馬券復活のため、様々な条件をつけた「馬票（ばひょう）」などの案を1909年3月には衆議院に法案として出すことまでこぎ着けたが、政府や貴族院の反対により不成立となった。1912年には宮崎競馬場において、入場券に勝ち馬予想用の投票紙を数枚添付し、1着馬の予想的中者に対して、的中者数の人数に応じた金額の商品券を与えるという方法を実施したところ、成功を収めて入場者が大幅に増加したため、翌年以降他の競馬倶楽部も追随し、1914年までに11団体全てが実施した。なお、投票紙の枚数は数枚であり、1レースあたり1枚しか購入出来なかったが、入場券を複数購入することによって投票紙を多数枚手にする者もしばしばみられた。また商品券は、競馬場の外で現金化できた。

### 競馬法施行〜8枠連勝複式以前
馬券禁止時代は基本的に政府の補助金によって競馬が施行されていたが、投下した資金に対して馬匹改良が遅々として進まなかったため、陸軍主導によって競馬法が施行され、これに基いて馬券発売も再開された。再開当初、馬券は単勝式のみであり、1枚20円で販売されたが、配当に馬券の額面金額の10倍の支払い上限が設定され、それを超えた場合、そして的中者がいない場合はすべて主催者の収入となったため、馬券購入者にとって不利な状況となっていた。
しかし、1931年に法律改正に伴い複勝式が導入された際に、配当超過分については非的中者に特別給付金として支払うという変更がなされた。これによって一部の競馬倶楽部が経営難に陥り、その後の日本競馬会への合併の原因となった。
控除率は当初15%であったが、日中戦争の開始に伴い18%に引き上げられた。戦時体制の強まりとともに競馬に対する締め付けが厳しくなってくると、日本競馬会では1940年秋季競馬より、払戻金が150円を超過する場合は超過分の支払いを国債または貯蓄債券で支払う様になった。
1942年、政府は大幅に増加した戦費の調達を図るため、様々な増税策を図ることとなり、競馬においても馬券税法の導入案を国会に提出・可決された。馬券税法は3月1日より施行され、これによって控除率が約32.5%と大幅に引き上げられた。当初政府側では、それまでの馬券売上額上昇の推移から、馬券税を導入しても売り上げは低下しないと考えていたが、結果的に前年比で約40%程度も馬券売上が減少したため、競馬会側では部内に経費削減を指示した他、政府に対して、控除率の見直しや馬券購入金額の上限を200円に引き上げる様に請願した他、市中のノミ屋の取り締まりの強化を要請した。
1943年には馬券売り上げが若干増加したが、結局完全には回復に至らず、翌1944年には競馬開催中止とともに発売を停止した。
1946年10月に中央競馬は再開された。馬券税はそのまま残されたが、馬券の最低購入価格を20円から10円に引き下げ、払戻の上限も10倍から100倍に緩和の上特別給付金も残された。しかし、馬資源の回復が充分ではなく、出走頭数が集まらなかったことや、高い控除率の影響から売上は伸びず、インフレの影響で経費も膨らみ、赤字経営に陥ってしまった。そこで競馬会では、売り上げ増加を目指して新種馬券の発売を検討し、1947年末より連勝式の発売に踏み切った。連勝式馬券は当初4枠連勝単式でスタートしたが、後に5枠制となり1949年には6枠制が定着した。
1948年には日本競馬会は解散して農林省競馬部による国営競馬に施行団体が変更されたが、同年に開催の始まった競輪は、控除率も25%と競馬に比べて低かったことから人気を呼び、競馬の売り上げに打撃を与えた。1949年には競馬法が改正され、4条の「入場者に対し馬券を発売することができる」という条文から「入場者に対し」の部分が削除され、場外馬券の発売が認められるようになった。この結果、同年12月に銀座に場外発売所1号が設置された。しかし、競輪の人気には太刀打ちできず、1950年春季には1948年と比較して約50%の売り上げに留まるなど、危機的状況に陥った。しかし、度重なる騒乱の発生で競輪が開催自粛に追い込まれた結果、競馬の売り上げも少し改善の兆しが見えた。もっともこの時期、同枠取り消し問題による騒乱の発生で、7頭以上の出走頭数がある場合には連勝式馬券の発売を中止するなど、若干のトラブルも発生したが、1950年12月には、再び競馬法が改正されて控除率が25%に引き下げられた結果、漸く売り上げが上昇に転じ、経営危機を脱した。
また新たに重勝式馬券が導入された。これは、午前中の第1競走から第3競走の勝ち馬を予想するもので、国営競馬においては1951年より導入され、しばしば高配当を呼んだが、次第に人気を失い、投票数が伸び悩んだことから1961年にいったん廃止された（後述の「WIN5」などにより復活を遂げるが、それまでに約50年もかかった）。

### 8枠連勝複式以降
1954年に日本中央競馬会が設立されて以降、馬券売上は大幅に増加していったが、入場者の増加による場内の混雑、モータリゼーションの進展による競馬場及び場外施設周辺の渋滞、ノミ屋の横行など、競馬を取り巻く環境は厳しさを増した。また出走頭数が増加するにつれ、同枠に複数の馬が入る競走が増加し、これが原因と見られる騒擾事件が起きるなど、6枠制での限界も露呈した。
こうした中、競馬法施行規則を巡って公営競技調査会が組織され、1枠1頭制の導入の議論が交わされたが、的中率を極端に低下させ、射幸心を過熱させる致命的な欠陥があるとして却下された。また、7頭以上は単複のみにするとの主張は、競輪側から反対意見が出てこれも受け入れられなかった。結果、公営競技調査会答申に基いて1962年4月10日改正された競馬法では、重勝式が廃止され、8枠連勝複式（現在の枠番連勝複式）が加わった。8枠制は1963年にまず出走頭数の多い中央競馬の東京、中山、京都、阪神の4場、そして大井競馬場で導入され、中央競馬では1969年10月に全ての競馬場で導入、地方競馬についてもほとんどの競馬場が8枠制に移行した。しかし、8枠連複はそれまでの6枠連単と比較して低配当になりやすく、導入当初は売上の減少が見られた。
馬券の発売単位は混雑の緩和及び貨幣価値の下落から100円単位から200円、500円と上昇したが、トータリゼータシステムの導入や、場外馬券場の増加、電話投票の開始などで徐々に混雑が解消されていき、後述の馬番連勝導入以降は逆に低下を見せている。
しかし、8枠制導入以降も同枠問題は収まらず、特に同枠取消が問題となったため、中央競馬では1974年に単枠指定制度を導入、地方競馬でも友引除外などの対策を取った。その後単枠指定の対象レースは徐々に拡大したが、根本的な解決にはならなかった。
上記の問題は、中央競馬においては1991年に馬番連勝複式が導入（同時に8枠連勝複式は枠番連勝複式に変更）され解消された（馬番連勝複式の導入にあわせ、単枠指定制度・友引除外制度は順次廃止された）。
中央競馬・地方競馬いずれも馬番連勝複式の導入当初は複枠が生じる出走頭数が9頭以上の競走でのみ馬番連勝複式が発売されていた。出走頭数が8頭以下の競走では従前通り枠番連勝複式を発売し、馬番連勝複式の発売を行わなず、枠番連勝複式が主体（枠番連勝複式でフォロー出来ない競走で馬番連勝複式を発売）という位置付けのものであったが、もっとも出走頭数が8頭以下の場合、枠番と馬番が一致し、枠番連勝複式と馬番連勝複式が同等であることから発売形態の違いでしかなく、馬番連勝複式のシェア拡大につれて購入時に式別の指定間違いが生じやすくなったという点を除けば大きな問題はなかった。
しかし、中央競馬で1999年に導入された拡大馬番連勝複式（ワイド）は馬番連勝複式と同じ条件での発売となったことから、出走頭数が8頭以下の競走においてワイドは発売されず同等の投票法が存在しないという事態になりこれは2004年末まで続いた（8頭の競走であれば3着馬を対象とした投票法（複勝式）があるものの、出走頭数が7頭以下の競走で3着馬を対象とした投票法は後述の三連勝複式が導入されるまで存在しなかった）。
その後、2000年以降に導入された馬番連勝単式は出走頭数が3頭以上、馬番三連勝複式ならびに馬番三連勝単式は出走頭数が4頭以上の競走で発売されることとなり、馬番連勝複式ならびに拡大馬番連勝複式との整合性が取られなったが、この過渡期を経て、2005年より枠番連勝複式の発売対象競走が出走頭数が9頭以上の競走に改められ、同時に馬番連勝複式は出走頭数が3頭以上の競走、拡大馬番連勝複式（ワイド）は出走頭数が4頭以上の競走で発売されるようになり、馬番連勝複式が主体（馬番連勝複式でフォロー出来ない競走で枠番連勝複式を発売）という逆の位置付けになった。
2000年代からは射幸心に関する議論が薄まったことにより、各種公営競技にて高配当の可能性が高い三連勝式の導入が進むようになり、2000年10月より競艇にて三連勝複式・三連勝単式の導入がされたのを皮切りに、2001年11月には競輪、2002年にはオートレースでも導入がされたが、いずれの公営競技も1競走に出走する選手の数が最大でも9人であるのに対し、1競走に最大18頭が出走する中央競馬（地方競馬は最大16頭）においては「三連複は最大16頭・三連単は最大9頭」という規制下での導入が難しいこともあり競馬における三連勝式投票券の導入は他の公営競技より遅れを取ることとなった。
中央競馬では2002年より馬番三連勝複式（ならびに馬番連勝単式）を導入することとなったが、同年6月より先行発売を行う際は、コース形態の都合上最大出走頭数が16頭となる福島競馬場で実施された（ウインズ新白河でも発売）。但し、並行して頭数制限の撤廃の動きがあり、先行発売が開始される直前の5月14日には農水省令の改正がされ、先述の頭数制限は農水大臣の承認により撤廃が可能となり、全国発売開始時には17〜18頭立ての競走でも三連勝複式が発売可能となった。
いっぽう地方競馬では南関東競馬において2002年4月より三連勝複式ならびに三連勝単式が導入されたが（馬番連勝単式は以前より導入済み）、先述の農水省令改正より前であった為、三連勝単式は9頭立て以下の競走でしか発売が出来ず、終盤の2競走を意図的に9頭立て以下に抑えその2競走のみ三連勝単式を発売するという形態からはじまり徐々に緩和されつつ他の地方競馬場にも導入が広がった。
中央競馬における三連勝単式は南関東競馬での導入より2年遅れて2004年より導入されたが、頭数制限は無かったものの発売される競走は後半4競走のみという制限があった。なお、中央競馬における発売競走数の制限は2008年7月に撤廃され全競走で発売されるようになった。
地方競馬では主催者により差はあるもののほぼ同じような形で馬券の種別が拡大、発売形態の変更がされ、2010年1月からは中央競馬に先駆け北海道のばんえい競馬で重勝式馬券が復活。中央競馬でも2011年4月より「WIN5」として重勝式馬券の発売が再開された。但し、ばんえい競馬では長らく三連勝式の導入が見送られ、全公営競技で唯一三連勝式の導入がされていないという状況が2011年8月の三連勝式導入まで続いた。
このほか2009年には中央競馬で、コンピュータが自動で馬番を選ぶ「クイックピック」方式の馬券が試験発売されるなど、競馬初心者を取り込むための新馬券も検討が進められている。

## 控除率

### 変遷
居留地競馬から馬券禁止時代の福引券までは控除率の規制や馬券売上に対する課税は行われていない。そのうち、馬券黙許時代は各倶楽部によって異なるが、約10%が控除されており、使い道について政府からは馬産振興や福祉事業にあてるべきという指導がある程度だった。
競馬法施行時は、15%に設定され、うち14%が各倶楽部の収入、1%が国庫納付に当てられた。当初は払戻の1円未満については、75銭以上は1円に切上げ、25〜74銭は50銭、25銭以下は切捨てであったが、すぐに改正され、10銭単位、または50銭単位の切上げによって配当を行った。これによって15%をやや下回る控除率となるが、前述の通り配当上限が設定されていたため、競走によってはほとんど、あるいは全額が控除された。1931年には配当上限に達した配当について特別給付金が付くようになったが、端数については50銭単位の切捨てに変更された。
この間、国庫納付は1%から8%に徐々に増加し、1939年には控除率が18%に引き上げられ、11.5%が国庫納付に当てられた。そして1942年に馬券税法が制定されると、2段控除に変更された。これは、これまでの競馬法の控除率18%にプラスして7%をまず控除し、そして25%を引いた残額から的中金額を引いた金額の20%を控除する。つまり、控除率は25〜40%となり、実績から32.5%とされた。この馬券新税は全て国庫納付に当てられるため、総売上の26%が国庫納付となり、6.5%が施行者収入と定められた。
そして、戦後は馬券税法が廃止されたにもかかわらず、競馬法の控除率が同水準に引き上げられた。さらに連勝式が導入されたために的中率が下がって2次控除の割合が高まり、実質的な控除率が32.5%から36%に増加した。ここから計算すると、戦前の馬券税法施行時の平均配当は1.8倍、戦後は約3倍となる。なお、戦前は端数を50銭単位で切捨てたが戦後は1円以下切捨てに変更された。

### 2014年3月までの控除率
1950年12月の競馬法改正で控除率が変更され、1次控除が総売上の18%、2次控除が1次控除の残額から的中金額を引いた額の10%となった。2次控除は最大で82%の10%=8.2%となるので、控除率は18-26.2%の範囲で変動するが、1950年当時の実績から25%と発表されていた。しかし、現在の馬番連勝複式、あるいはこれ以上に高配当を望める馬券においては総売上に対してほぼ無視できる割合まで低下する傾向にあり、この場合ほ控除率は26.2%に極めて近くなる。
この計算上では特払いを除いて控除率が26.2%を越えることはないが、馬券の払戻金が10円未満で切り捨て処理されることから、実質的な控除率は26.2%を上回る可能性はある。また、実質的な控除率は的中票数の変動に対して必ずしも比例せず、特に配当が低いほど無視できないものとなる。

#### 中央競馬の単勝式、複勝式
中央競馬においては1991年の馬連導入に合わせて、単勝・複勝の払戻金を上げるべく控除率の引き下げをする運びとなったが、先述の競馬法により控除率を含め払戻金の計算式が厳密に定められており、控除率を変更する余地が無かったことから、総売上の5%にあたる金額を特別給付金を上乗せするという形式が用いられることとなった。
これにより控除率を5%引き下げ約20%にするという建前であるが、払戻金の計算とは別に特別給付金が計算され両者が10円未満切捨てとなるため、先述の通り配当が低いほど切り捨ての影響が無視できないものとなり、単勝においては支持率がちょうど50%以下（単勝配当150円に相当）でないと給付するべき金額が10円未満となる為、給付金が全く加算されず、また両者の端数を合計して10円を上回る場合であっても払戻金が10円少なく計算されてしまうことから平均して3%程度しか控除率を減少させる効果はなかった。なお、このように加算条件がいびつであったことから制度が導入されていた頃は単勝配当が160円となるケースは単勝支持率が約49.3-50.0%のわずかな範囲しかなく、前後の配当と比較すると極端に少ないという歪みもあった。
しかし、2004年6月に競馬法が改正され、払戻金の計算式が実質的な控除率引き下げを可能となるものとなった（二重の切り捨てをする必要がなくなった）ことから、2005年1月より特別給付金が廃止して、改正後の競馬法で定められた払戻金の計算式に基づいて特別給付金に相当する額を上乗せする方式に改められ、単複の控除率は正式に5%引き下げられ20%となった。また、発生する可能性は限りなく低いが特払いでの払戻金は80円となる。
なお、2008年以降不定期に実施されているJRAプレミアムやそれに準ずる上乗せ施策における払戻金の上乗せは、上述の特別給付金と同様の形態が取られている。

#### 「JRAプラス10」の導入における影響
中央競馬では2008年より所定の払戻金が100円の元返しとなる場合に、10円の上乗せをする制度であるJRAプラス10が導入されたが、本来控除するべき金額と切り捨てにより生じる剰余金を上乗せの原資とすることから、JRAプラス10が適用された場合の実質的な控除率は所定の控除率を下回ることになり、元返しではないのにもかかわらず理論上は控除率が0%にもなりうる。しかし、JRAプラス10は全ての賭式に適用されるとはいえ、売上シェアの大半を占める3連単などの組み合わせ数が多い賭式では、元返しが生じる可能性が限りなく0に近く、JRAプラス10が適用される賭式の大半が複勝・ワイドに限られることから、全賭式の総売上からみて控除率が極端に下がるということはない。

### 2014年4月以降の控除率
2002年の法改正では、賭式に応じた控除率の引き下げが可能になったが逆に控除率を引き上げることはできなかった。しかし、2012年6月に競馬法が改正され、発売する勝馬投票券の払戻率を「70%以上、農林水産大臣が定める率（80%）以下」の範囲内で、賭式ごとに主催者の裁量で設定することが可能になったことを受け、JRAと各地方競馬主催者が改正競馬法の施行日となる2014年4月1日以降に払戻率を変更すると相次いで発表した。これにより、従来はすべての主催者・賭式で一律（改正前の競馬法で定められた計算式に基く払戻率。概ね74-75%（単勝・複勝は概ね79-80%））だった払戻率が主催者・賭式ごとに異なるようになるうえ、投票額によって多少の変動が生じていた払戻率も一定の数値で明確化することとなった。
中央競馬では2014年6月7日より変更が実施され、単勝と複勝を例に取ると従来は13-21.2%の範囲で変動していた控除率が20%固定となった。従来、単勝において控除率が20%ちょうどとなる境界は支持率が17.0%（単勝配当470円）の場合であり、これより支持率が高い場合は従来より控除率が微増、逆に低い場合は微減ということになる。複勝に関しても、的中票の合計支持率が17%の場合がその境界であるが、それぞれの的中票に対する分配の計算式が根本的に変更されたことから従来の計算式と新しい計算式でそれぞれ複勝の払戻金を計算して比較すると大きく異なる場合がある。
また、中央競馬では控除率変更後も先述のJRAプレミアム（特定競走・特定賭式における払戻金への上乗せ）は継続実施されているが、主催者裁量により控除率の変更が可能になった事から控除率そのものを変更するJRAスーパープレミアムも実施されるようになった。給付金を上乗せする前者と控除率そのものを引き下げる後者では端数処理の関係上、控除率変更方式のJRAスーパープレミアムのほうが馬券購入者にとっては有利ではあるが、競馬法で指定された控除率の範囲より更に引き下げることは不可能であるいっぽう、給付金方式のJRAプレミアムでは実質的な控除率を競馬法の範囲（下限20%）より更に引き下げることが可能であり、控除率が下限ぎりぎりの20%となっている単勝式において「夏の2歳単勝」・「秋の2歳単勝」等の施策による5%の上乗せが継続的に実施されており、この場合の控除率は理論上15%まで下がりうる。また、2022年には控除率が22.5%の拡大馬番連勝式（ワイド）でも同様の施策が実施されるようになりこの場合の控除率は理論上約17.5%まで下がりうる。
具体的な控除率については投票券 (公営競技)#控除率の項を参照

#### 特払い
馬券の的中者がいない場合、馬券購入者に購入金を返還するが、この際、控除率分を減額され賭式により80円または70円が払い戻される。なお、完走馬がいない、あるいは3連勝式で決勝線に到達したのが3頭未満など賭式が成立しない場合においては全額返還される。投票数の少ない地方競馬では稀に見られるが、中央競馬では単勝式で4例があるのみで、1971年11月6日に行われた福島競馬第1競走を最後に50年以上発生していない。

## 払戻金に関する記録

### 各賭式における払い戻し記録
|                | 中央             | 中央                     | 地方             | 地方                      |
| 払戻金         | 開催日・レース   | 払戻金                   | 開催日・レース   |                           |
| -------------- | ---------------- | ------------------------ | ---------------- | ------------------------- |
| 単勝           | 56,940円         | 2014年4月26日 福島8R     | 205,760円        | 2001年7月18日 姫路2R      |
| 複勝           | 18,020円         | 2023年5月13日 京都5R     | 75,180円         | 2005年3月7日 佐賀1R       |
| 枠連/枠複      | 149,110円        | 2023年7月9日 福島4R      | 258,840円        | 1997年1月14日 高知2R      |
| 馬連/馬複      | 502,590円        | 2006年9月9日 中京3R      | 663,070円        | 2024年3月21日 大井10R     |
| 馬単           | 1,498,660円      | 2006年9月9日 中京3R      | 3,308,610円      | 2006年5月20日 盛岡7R      |
| ワイド         | 160,620円        | 2022年12月25日 中山7R    | 286,620円        | 2001年11月5日 浦和1R      |
| 3連複          | 6,952,600円      | 2006年9月9日 中京3R      | 5,470,730円      | 2003年1月7日 川崎8R       |
| 3連単          | 29,832,950円     | 2012年8月4日 新潟5R      | 28,481,550円     | 2020年1月24日 大井7R      |
| WIN5           | 554,446,060円    | 2021年3月14日            | （取り扱い無し） | （取り扱い無し）          |
| 枠単           | （取り扱い無し） | （取り扱い無し）         | 729,000円        | 1997年11月29日 中津10R    |
| 5重勝単勝式    | （取り扱い無し） | （取り扱い無し）         | 14,696,060円     | 2013年8月9日 園田7R〜11R  |
| 7重賞単勝式    | （取り扱い無し） | （取り扱い無し）         | 22,172,920円     | 2023年2月4日 帯広6R〜12R  |
| トリプル馬単   | （取り扱い無し） | （取り扱い無し）         | 228,130,165円    | 2021年6月10日 大井10〜12R |
| 三重勝（廃止） | 507,940円        | 1953年12月6日 中山1R〜3R | （不明）         | （不明）                  |

### その他
- 1953年12月6日 中山1R〜3Rの三重勝 507,940円は50年近くにわたり中央競馬の最高払戻金記録であった。
  - 記録がしばらく塗り替えられなかった理由として、1961年に三重勝が廃止されたことによって三重勝より平均払戻額が少ない単勝・複勝・枠連のみを取り扱う期間が長かったことに起因している。
  - 2002年の馬単の導入に伴いこの記録は破られた。
- 中央競馬における単勝の払戻金記録は長らく55,870円（1955年10月22日 阪神6R）であったが、2014年4月26日 福島8Rで単勝 56,940円が記録されたことにより58年半ぶりに記録が更新された。いずれも最低人気の馬が1着を取っている。
- 中央競馬においてWIN5以外の馬券が払戻金最高額を記録したのは2011年2月13日 小倉4Rの三連単 19,507,010円が最後である[29]。2011年5月22日のWIN5でこの記録を上回る払戻金 146,850,110円が記録されて以降、中央競馬における払戻金最高額はWIN5によって更新されている。
- 史上初の1000万馬券は2005年4月9日 福島9Rの三連単 10,149,930円[30]、史上初の1億円馬券は2011年5月22日のWIN5における146,850,110円である。